# Roine-Alps
El Roine-Alps (Rhône-Alpes en francès; Rôno-Arpes en francoprovençal; Ròse-Aups / Ròse-Alps en occità) és una antiga regió de la França europea.
L'1 de gener de 2016, Alvèrnia-Roine-Alps és creada per la fusió de les regions d'Alvèrnia i de Roine-Alps.

## Geografia
Roine-Alps limita amb les regions franceses de Provença – Alps – Costa Blava, Llenguadoc-Rosselló, Alvèrnia, la Borgonya i el Franc Comtat. Així mateix, limita amb els estats d'Itàlia i de Suïssa.
Aquesta regió està formada per 8 departaments i 1 metròpoli, que es detallen a continuació:
- Ain (01)
- Alta Savoia (74)
- Ardecha (07)
- Droma (26)
- Isèra (38)
- Loira (42)
- Roine (69)
- Savoia (73)
- Metròpoli de Lió (69)

## Economia
L'economia de Roine-Alps és una de les més dinàmiques de França.
Dins del sector primari, destaquen la producció de vi, la de formatge a les regions muntanyenques i la de fruita a la vall del riu Roine.
A Roine-Alps es produeixen diferents vins amb denominació d'origen com ara el Beaujolais, el Côtes-du-Rhône i el Savoie.
Pel que fa al sector secundari, a l'àrea metropolitana de Lió s'hi concentren la indústria tèxtil, la mecànica, la farmacèutica i la química.
Per la seva banda, la conurbació de Grenoble està especialitzada en electrònica i microtecnologia.
Així mateix, al municipi de Pèiralata (Droma), es troba una de les factories d'enriquiment d'urani més importants del món.
La regió de Roine-Alps també destaca pel turisme, especialment pels seus balnearis i per les seves estacions d'esquí.

## Demografia
Roine-Alps és la segona regió més poblada de França, per darrere de l'Illa de França.
El repartiment de la població sobre el territori és força desigual. Gairebé la meitat de la població viu a les tres principals àrees urbanes (Lió, Grenoble i Sant-Etiève), mentre que els departaments meridionals són poc poblats, com és el cas del departament d'Ardecha, amb només 299.000 habitants. La població regional coneix actualment un creixement sostingut. Ara bé, el departament de Loira ha vist disminuir la seva població des de 1990.

## Política
El president de la regió és el socialista Jean-Jack Queyranne entre 2004 i 2015.
La coalició progressista que va encapçalar Jean-Jack Queyranne estava formada pel Partit Socialista, el Partit Comunista Francès, Els Verds i el Partit Radical d'Esquerra. Aquesta coalició va obtenir, a la segona volta de les eleccions regionals, el 46,50% dels vots i 94 dels 157 escons que formen el Consell Regional de Roine-Alps.
La llista de Jean-Jack Queyranne va ser la més votada a set dels vuit departaments de la regió. Només al departament de l'Alta Savoia la coalició formada per la UMP i la Unió per a la Democràcia Francesa (UDF) va aconseguir la victòria.
La coalició UMP-UDF, encapçalada per la presidenta sortint, Anne-Marie Comparini, de la UDF, va aconseguir el 38,23% dels vots emesos a la segona volta i 45 escons.
La llista del Front Nacional va ser la menys votada amb un 15,28% i 18 escons.